# Château de Bessey
 (avril 2023).
- Si vous ne connaissez pas le sujet, laissez ce bandeau (vous pouvez alors contacter les auteurs).
- Si vous supprimez le contenu mis en cause (vous pouvez préalablement contacter les auteurs),

argumentez précisément cette suppression dans la page de discussion
(un manque de référence n'est pas un argument ; une recherche réelle de référence doit avoir été effectuée, être formellement documentée).
Le château  de Bessey-les-Citeaux est un château moderne construit à Bessey-les-Citeaux (Côte-d'Or) en Bourgogne-Franche-Comté sur une ancienne plate-forme médiévale.

## Localisation
Le château est situé au nord-est du village sur la rive ouest de la Vouge.

## Historique
En 1287, le duc achète à Regnaut de Bessey, chanoine de Lyon, la maison forte de Baissey. Le 17 janvier 1438 Saint-Seine-sur-Vingeanne, Baissey et Avot sont incendiés. Vingt ans plus tard, il y a à Baissey « chastel fossoyé, taillable à Cîteaux et à Antoine de Villers ». Le 14 juillet 1699 « il y avoit autrefois un château fort assez propre qui est entièrement ruiné ». Au début du XVIIIe siècle, le capitaine de Laval le fait reconstruire sur place en réutilisant les matériaux et le revend en 1730 à Clopin de Bessey qui modifie l'orthographe du lieu. Il passe ensuite à la comtesse de Falière et à sa famille avant d’être acquis par la famille Aubert en 1961. Pendant la seconde guerre mondiale, il héberge les pilotes américains de B-26 Marauder du groupe 444, stationné sur la base de Longvic peu après qu'elle soit libérée par les Allemands en septembre 1944.[réf. nécessaire].

## Architecture
Le château, situé dans un parc de cinq hectares traversés par la Vouge, présente un vaste corps de bâtiment à un étage et combles mansardés couvert d'ardoises encadré de deux retours d'ailes. l'accès à la terrasse s'effectue par un escalier droit monumental.[réf. nécessaire]

## Valorisation du patrimoine
Des chambres d'hôtes sont proposées.

## Pour approfondir